# Uşangi Kokauri

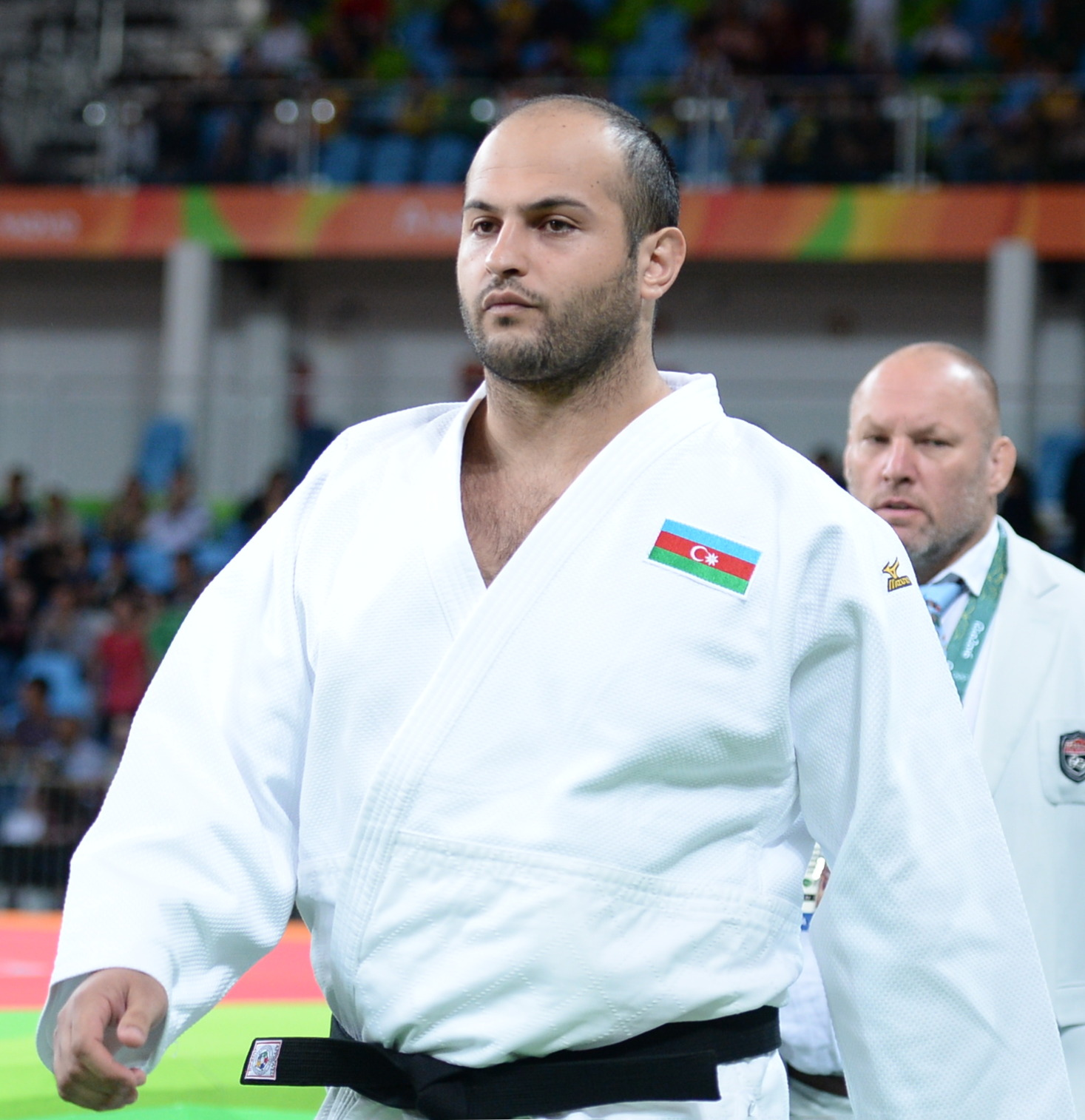
Kokauri bei den Olympischen Spielen 2016

Uşangi Kokauri (englisch auch Ushangi Kokauri; * 10. Januar 1992 in Gori, Georgien) ist ein aserbaidschanischer Judoka, der 2018 Weltmeisterschaftszweiter war.

## Sportliche Karriere
Der 1,95 m große Kokauri kämpft im Schwergewicht. Bis 2012 startete er für sein Geburtsland Georgien. 2009 war er Fünfter der Junioreneuropameisterschaften. Seit 2013 tritt Kokauri international für Aserbaidschan an. 2014 war er Zweiter der U23-Europameisterschaften. 2015 schied er im Achtelfinale der Europaspiele in Baku gegen den Georgier Lewan Matiaschwili aus. Bei den Olympischen Spielen 2016 in Rio de Janeiro besiegte er in seinem ersten Kampf den Letten Artūrs Ņikiforenko. Im Achtelfinale schied er gegen den Japaner Hisayoshi Harasawa aus. Ende 2016 gewann Kokauri den aserbaidschanischen Meistertitel.
2018 unterlag Kokauri in seinem Auftaktkampf bei den Europameisterschaften in Tel Aviv dem Russen Tamerlan Baschajew. Fünf Monate später bei den Weltmeisterschaften in Baku bezwang er im Viertelfinale den Tschechen Lukáš Krpálek und im Halbfinale den Usbeken Bekmurod Oltiboyev. Im Finale unterlag Kokauri dem Georgier Guram Tuschischwili. Ende 2018 gewann Kokauri erneut den Landesmeistertitel in Aserbaidschan. 2019 wurden wie 2015 die Europameisterschaften im Rahmen der Europaspiele ausgetragen, die diesmal in Minsk stattfanden. Kokauri bezwang im Viertelfinale den Niederländer Roy Meyer, im Halbfinale unterlag er dem Russen Inal Tassojew. Den Kampf um eine Bronzemedaille verlor Kokauri gegen den Österreicher Stephan Hegyi. Hegyi und Kokauri standen sich auch in ihrem Auftaktkampf bei den Weltmeisterschaften 2019 in Tokio gegenüber, abermals siegte Hegyi.
Bei den Europameisterschaften 2020 in Prag verlor Kokauri im Achtelfinale gegen Tamerlan Baschajew. Im Jahr darauf schied er auch bei den Europameisterschaften in Lissabon im Achtelfinale aus, diesmal gegen den Österreicher Daniel Allerstorfer. Bei den Olympischen Spielen in Tokio schied er ebenfalls im Achtelfinale aus, diesmal war der Brasilianer Rafael Silva sein Gegner. Bei den Olympischen Spielen 2024 in Paris bezwang Kokauri zunächst Rafael Silva und dann den Finnen Martti Puumalainen. Im Viertelfinale unterlag er dem Südkoreaner Kim Min-jong, letztlich wurde Kokauri Siebter.